# Казбеков, Тайшик
Тайшык Казбеков (каз. Тайшық Қазбеков; 1925, пос. Бекдаш, Красноводский уезд, Туркменская ССР, СССР — 9 мая 2020) — советский передовик, ветеран транспортного хозяйства. Герой Социалистического Труда (1971).

## Биография
Родился в 1925 году в поселке Бекдаш Красноводского уезда.
С 1941 по 1945 годы — машинист Красноводской железной дороги в Туркменистане.
С 1958 года работал водителем автотранспортного предприятия в городе Форт-Шевченко, поселке Жетыбай.
С 1986 года персональный пенсионер.
9 мая 2020 года скончался по естественным причинам в возрасте 94 лет.

## Награды и звания
За многолетний безупречный труд, успехи в производстве награждён следующими наградами:
- 1966 — Орден «Знак Почёта»
- 1970 — Медаль «В ознаменование 100-летия со дня рождения Владимира Ильича Ленина»
- 1971 — Указом Президиума Верховного Совета СССР была вручена Золотая Звезда «Герой Социалистического Труда» и орден «Ленина»
- 1986 — Медаль «Ветеран труда»
- 2004 — Указом Президента Республики Казахстан награждён юбилейной медалью «50 лет Целине»
- Награждён Почётной грамотой Верховного Совета Казахской ССР
- Почетный гражданин Каракиянского района